# Confédération du travail Podkrepa
Pour le village de la municipalité de bulgare de Haskovo, voir Podkrepa.
La Конфедерация на труда Подкрепа (Подкрепа - Confédération du travail "Podkrepa") est une organisation syndicale bulgare. Elle est affiliée à la Confédération européenne des syndicats et à la Confédération syndicale internationale.
La Podkrepa, fondée le 11 février 1989, fut le premier syndicat indépendant bulgare. Bien que la Podkrepa se réclame de la gauche, son président, Konstantin Trenchev était d'opinion très anti-communiste et royaliste fervent. En 2001, la Podkrepa était devenue une puissante centrale syndicale forte de 200 000 membres.